# Otto Gilbert David Aubert

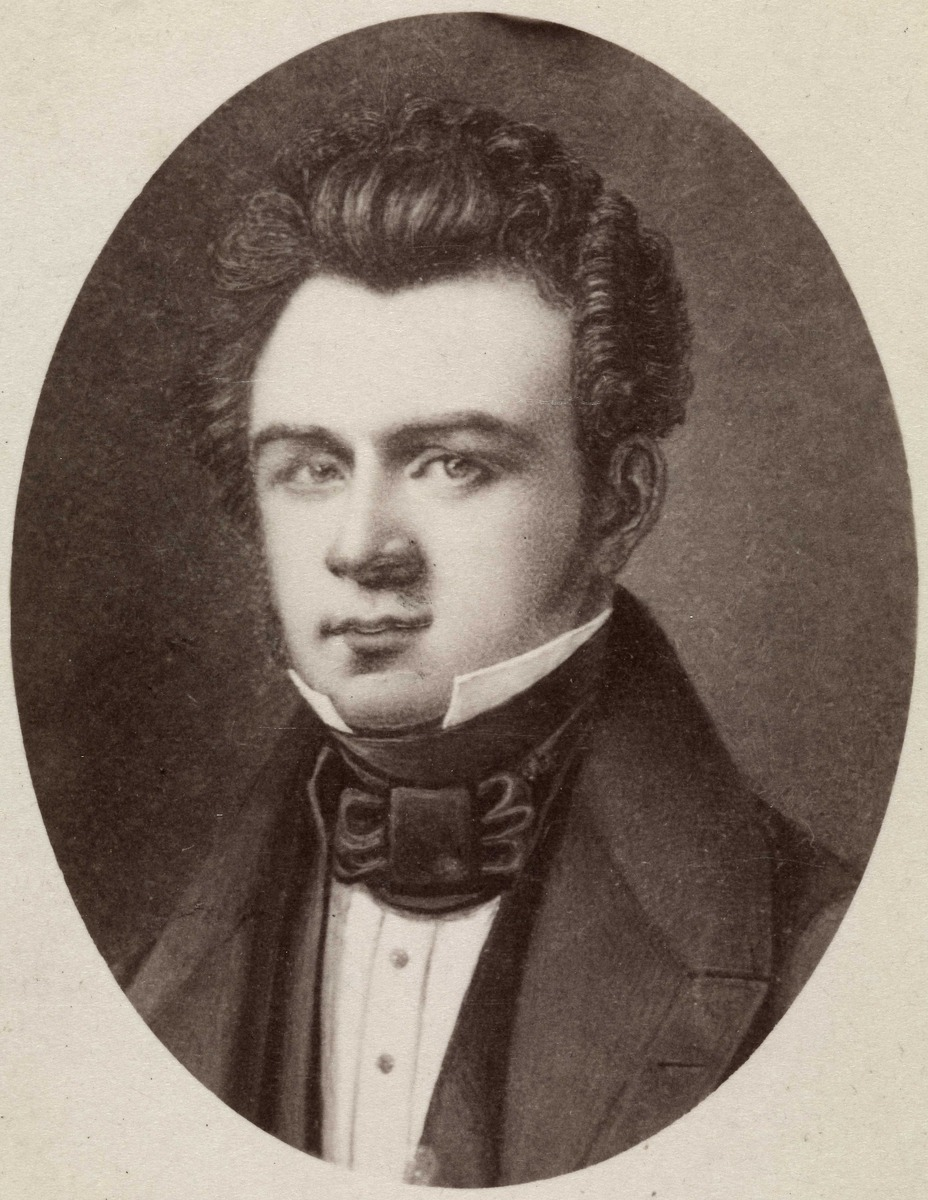
Otto G. D. Aubert

Otto Gilbert David Aubert, född 1809, död 1838, var en norsk matematiker, son till Benoni d'Aubert.
Aubert studerade matematik och skrev bland annat en avhandling, Echantillon d’une analyse sphérique (Kristiania 1833), som är det enda, som kom fram i Norge av modern geometri före Sophus Lies uppträdande 1869. Efter några års lärarverksamhet i Kristiania var han 1834-37 i Stockholm lärare för kronprins Oskars söner, de senare kungarna Carl och Oskar. Hans brev från Stockholm, som vittnar om hans mångsidiga intressen och bildning, offentliggjordes av Sofie Aubert Lindbæk i Landflygtige. Af Aubert’ske Papirer, I (Kristiania 1910).